# District de Balrampur-Ramanujgang
Ne doit pas être confondu avec District de Balrampur.
Le district de Balrampur-Ramanujgang est un district de l'état du Chhattisgarh, en Inde. Il a été créé en 2012 à partir du district de Surguja.